# Brachynomada grindeliae
Brachynomada grindeliae är en biart som först beskrevs av Cockerell 1903.  Brachynomada grindeliae ingår i släktet Brachynomada och familjen långtungebin. Inga underarter finns listade.

## Bildgalleri

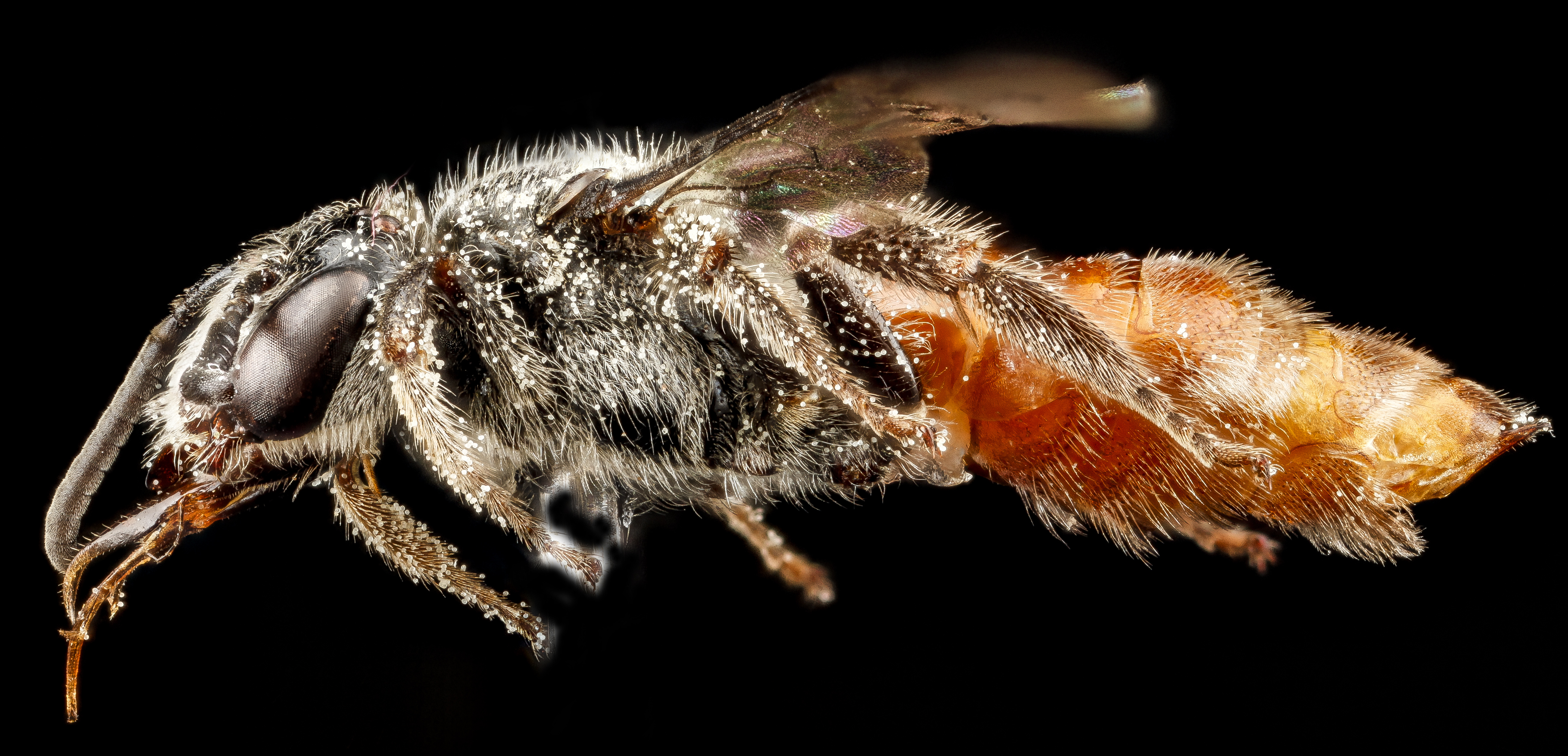
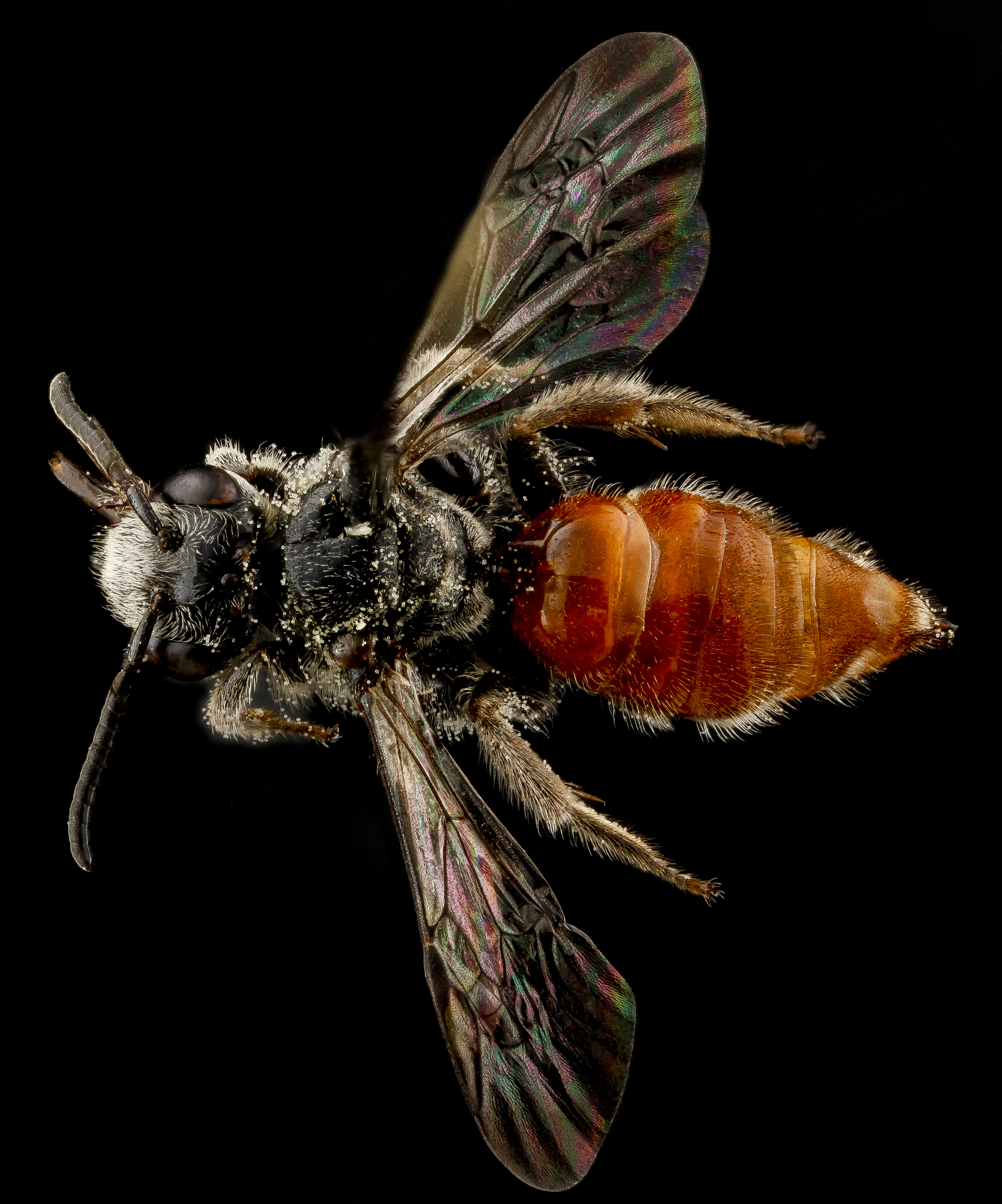
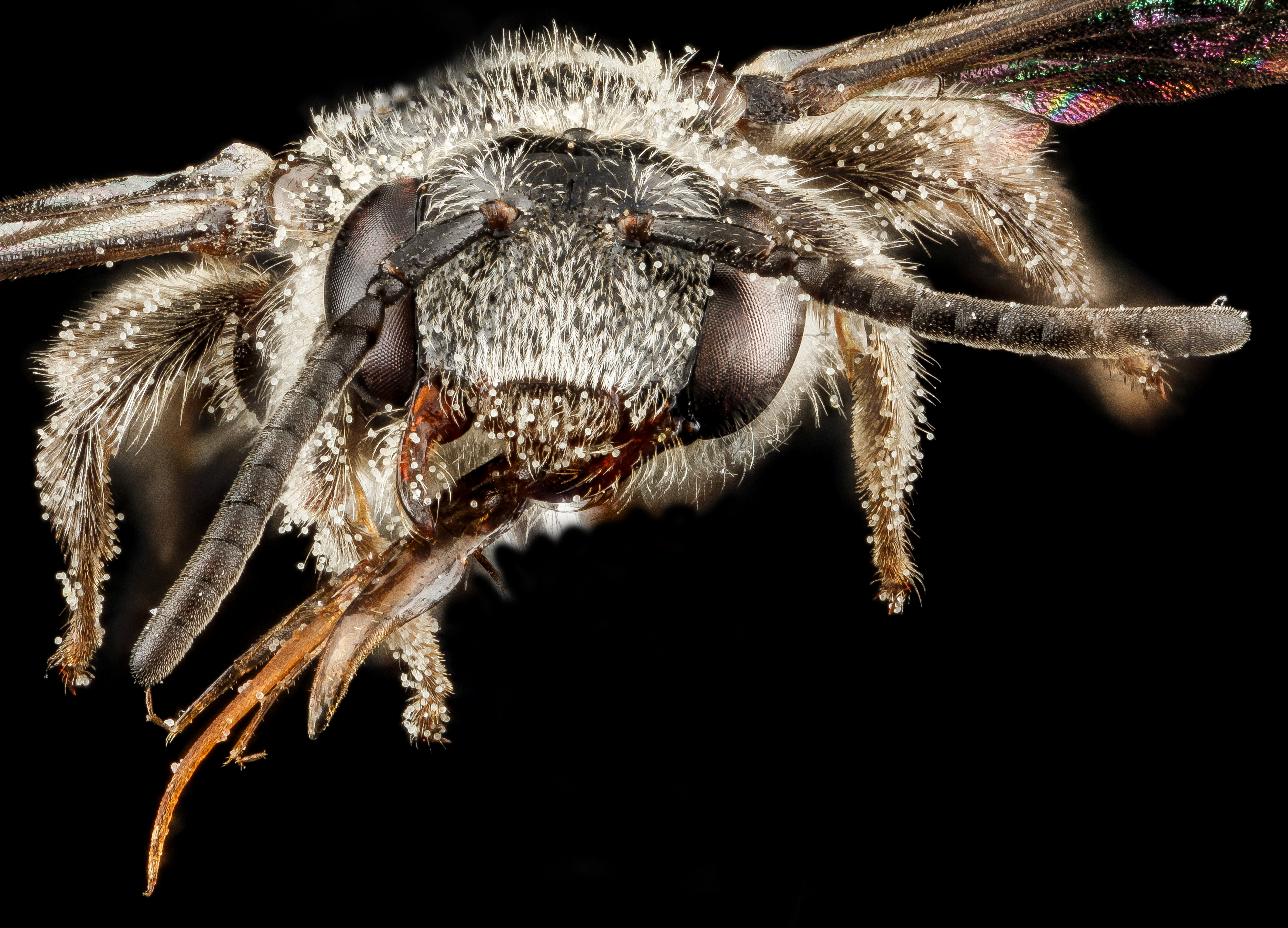